# Hard//hoofd
Hard//hoofd is een Nederlands literair tijdschrift.
Hard//hoofd publiceert essays, interviews, artikelen, fictie, poëzie en beeldende kunst. Het tijdschrift werd opgericht als een online platform en verschijnt sinds 2021 twee keer per jaar in papieren vorm. Hard//hoofd staat bekend om zijn inhoudelijke diepgang, literaire stijl en experimentele vormgeving.

## Geschiedenis
Hard//hoofd werd opgericht in 2009 als tegenreactie op de literaire wereld en de beperkte ruimte daarin voor beginnende schrijvers. De oprichters wilden een digitaal platform bieden aan talentvolle, jonge schrijvers, kunstenaars en denkers om te experimenteren en zich te ontwikkelen, zonder commerciële druk. Hard//hoofd kiest nadrukkelijk voor hoge kwaliteit en een experimentele aanpak. Het platform wil een alternatief bieden voor gevestigde media, door essays, poëzie en kunst op literaire en visueel aantrekkelijke wijze samen te brengen. De publicaties zijn vaak interdisciplinair van aard en worden gecombineerd met illustraties, fotografie en grafisch ontwerp. Ook verschijnen er luisterverhalen en podcasts.
In 2020 kwam Hard//hoofd in financiële problemen door de coronacrisis, waardoor veel betrokken kunstenaars opdrachten verloren.
In 2021 verscheen de eerste papieren editie, die ruim duizend keer werd besteld. Daarmee ging het platform in tegen de digitaliseringstrend in de literatuur en journalistiek. 
Sinds 2023 verschijnt het papieren tijdschrift tweemaal per jaar, met een omvang van circa 120 pagina’s. In 2024 maakt Hard//hoofd bekend dat de website in 2024 110.000 bezoekers had en  de twee magazines samen drukten we in 2024 ruim 4.000 stuks. 
Voor de periode 2025 tot 2028 ontvangt Hard//hoofd een subsidiebijdrage van Nederlands Letterenfonds op basis van literaire kwaliteit, redactionele plannen, publieksbereik en toekomstvisie.

## Ontvangst
Het tijdschrift wordt in de pers geprezen om zijn esthetiek, originaliteit en lef. Kranten als de Volkskrant, Het Parool en NRC beschrijven het als een vernieuwend en eigenzinnig platform dat ruimte biedt aan jong talent.

## Publicaties
Sinds de oprichting verschenen er bijdragen van onder andere:
- Martin Rombouts
- Iduna Paalman
- Olivier Herter
- Aafke Romeijn
- Stephane Kaas
- Maria Kager
- Emy Koopman
- Ine Boermans
- Astrid Haerens